# Dobricel, Bistrița-Năsăud
Dobricel este un sat în comuna Spermezeu din județul Bistrița-Năsăud, Transilvania, România. La recensământul din 2002 avea o populație de 586 locuitori. În localitate se află o biserică de lemn construită în 1744, ce are statut de monument istoric.